# Monarquia na Austrália

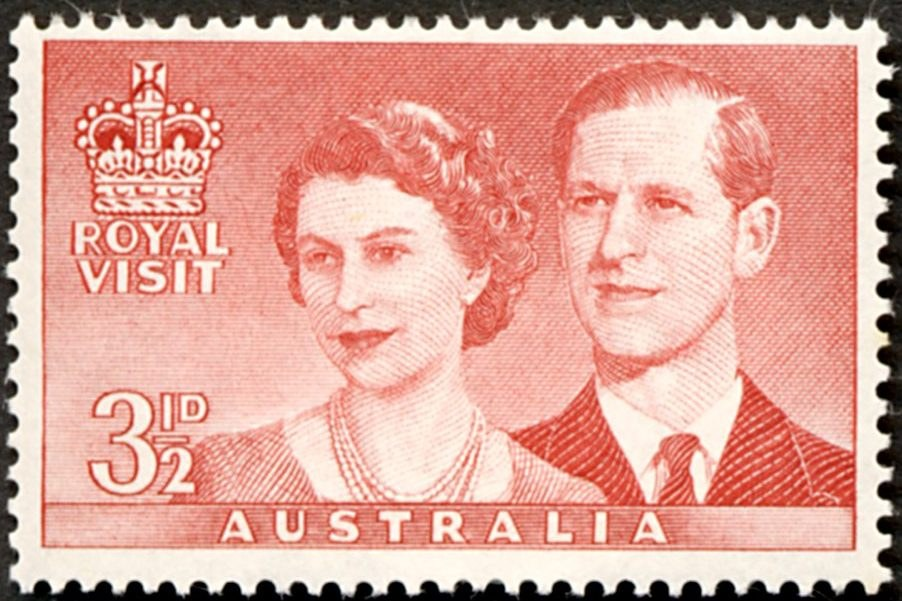
Selo australiano emitido em 1954 em comemoração à visita real feita no mesmo ano, com as efígies do príncipe Phillip e Elizabeth II, a primeira monarca da Austrália a visitar o país

O monarca atual é o rei Charles III, que reina desde 8 de setembro de 2022. Ele é representado na Austrália pelo Governador-geral, em conformidade com a Constituição da Austrália e com a Carta-patente da rainha. Em cada um dos estados, o monarca é representado por um governador nomeado diretamente pela rainha em cada conselho de cada um dos seus respectivos governos estaduais.
O monarca australiano, além de reger na Austrália, serve como monarca separadamente para cada um dos outros quinze países da Comunidade das Nações conhecidos como Reinos da Comunidade das Nações. Isto se desenvolveu a partir do antigo relacionamento colonial desses países com o Reino Unido, mas que são agora independentes entre si e juridicamente distintos.

## Monarcas da Austrália
| Retrato | Monarca      | Reinado                | Reinado                | Casa | Governadores-gerais | Primeiros-ministros                                                                                         |
| ------- | ------------ | ---------------------- | ---------------------- | --- | --- | --- |
|         | Jorge III    | 29 de abril de 1770    | 29 de janeiro de 1820  | Hanôver | Cargos inexistentes | Cargos inexistentes                                                                                         |
|         | Jorge IV     | 29 de janeiro de 1820  | 26 de junho de 1830    | Hanôver | Cargos inexistentes | Cargos inexistentes                                                                                         |
|         | Guilherme IV | 26 de junho de 1830    | 20 de junho de 1837    | Hanôver | Cargos inexistentes | Cargos inexistentes                                                                                         |
|         | Vitória      | 20 de junho de 1837    | 22 de janeiro de 1901  | Hanôver | Cargos inexistentes | Cargos inexistentes                                                                                         |
|         | Eduardo VII  | 22 de janeiro de 1901  | 6 de maio de 1910      | Saxe-Coburgo-Gota | - John Hope - Hallam Tennyson - Henry Northcote - William Ward | - Edmund Barton - Alfred Deakin - Chris Watson - George Reid - Andrew Fisher                                |
|         | Jorge V      | 6 de maio de 1910      | 20 de janeiro de 1936  | Saxe-Coburgo-Gota | - William Ward - Thomas Denman - Ronald Ferguson - Henry Foster - John Baird - Isaac Isaacs | - Andrew Fisher - Joseph Cook - Andrew Fisher - Billy Hughes - Stanley Bruce - James Scullin - Joseph Lyons |
| Windsor | Jorge V      | 6 de maio de 1910      | 20 de janeiro de 1936  | | - William Ward - Thomas Denman - Ronald Ferguson - Henry Foster - John Baird - Isaac Isaacs | - Andrew Fisher - Joseph Cook - Andrew Fisher - Billy Hughes - Stanley Bruce - James Scullin - Joseph Lyons |
|         | Eduardo VIII | 20 de janeiro de 1936  | 11 de dezembro de 1936 | - Isaac Isaacs - Alexander Hore-Ruthven | - Joseph Lyons | |
|         | Jorge VI     | 11 de dezembro de 1936 | 6 de fevereiro de 1952 | - Alexander Hore-Ruthven - Henrique de Gloucester - William McKell | - Joseph Lyons - Earle Page - Robert Menzies - Arthur Fadden - John Curtin - Frank Forde - Ben Chifley | |
|         | Isabel II    | 6 de fevereiro de 1952 | 8 de setembro de 2022  | - William McKell - William Morrison - William Sidney - Richard Casey - Paul Hasluck - John Kerr - Zelman Cowen - Ninian Stephan - William Hayden - William Deane - Peter Hollingworth - Michael Joffery - Quentin Brice - Peter Cosgrove - David Hurley | - Robert Menzies - Harold Holt - John McEwen - John Gorton - William McMahor - Gough Withlam - Malcolm Fraser - Bob Hawke - Paul Keating - John Howard - Kevin Rudd - Julia Gillard - Kevin Rudd - Tony Abbott - Malcolm Turnbull - Scott Morrison - Anthony Albanese | |
|         | Carlos III   | 8 de setembro de 2022  | Presente               | - David Hurley | - Anthony Albanese | |